# 中国共产党第五次全国代表大会旧址
中国共产党第五次全国代表大会旧址，位于中华人民共和国湖北省武汉市武昌区中华路街道都府堤二十号，是一组革命纪念建筑。这组建筑原为一所小学，1927年，中国共产党第五次全国代表大会的开幕式在该小学的风雨操场召开。2007年，该小学被还原为1927年的建筑布局，并改建为纪念馆。2013年，中共五大旧址被列为全国重点文物保护单位。

## 历史
1918年，国立武昌高等师范学校附属第一小学正式建立。1922年下半年至1927年7月，中国共产党党员陈潭秋与夫人徐全直在此任教、居住，期间他曾与董必武、林育南、吴德峰、钱介磐等人在此开会、讨论，使这座小学成为中国共产党在湖北的指挥机关。1927年4月27日，中国共产党第五次全国代表大会在该小学的风雨操场上举行了半公开的开幕式。4月28日休会一天，4月29日时，92名与会代表转移至湖北黄陂同乡会会所进行秘密会议，直至5月9日会议闭幕。
中华人民共和国成立后，该小学改为中华路小学潭秋校区。1956年，武昌高等师范第一附属小学作为中共五大会址被申报为湖北省文物保护单位并加以保护。20世纪60年代，校内的小礼堂和风雨操场成危房被拆除，教工宿舍被重建为五层的宿舍楼。1983年时，国家文物局拨款维修了小学临街的二层楼，武汉市文物管理处在该楼的二楼举办了“中共五大历史陈列”和“陈潭秋早期在武汉革命活动”展览，但由于所属土地仍属于小学，该展览无法对外开放。2007年6月，中共五大会址纪念馆正式得以保护性修缮，中共五大会址所在的小学校园正式被征用，原小学学生教师均被分流到周边的其他学校。该工程拆除了后来改建的建筑，恢复了1927年时的建筑布局；同时周边环境也得到了优化。2007年11月，该工程完工。2013年，中国共产党第五次全国代表大会旧址被列为全国重点文物保护单位。

## 结构
中国共产党第五次全国代表大会旧址位于武汉市武昌区都府堤二十号。该旧址占地7,700平方米，主要建筑均为中西结合、砖木结构的学宫式建筑，包括临街的两层办公楼、一座包含八座教室的马蹄形教学楼、小礼堂、风雨操场和一座两层的教工宿舍。而重建过的风雨操场为了迎接更多观众游览，其廊柱由木制结构改为混凝土仿木结构。